# Dachstraße 7 (München)

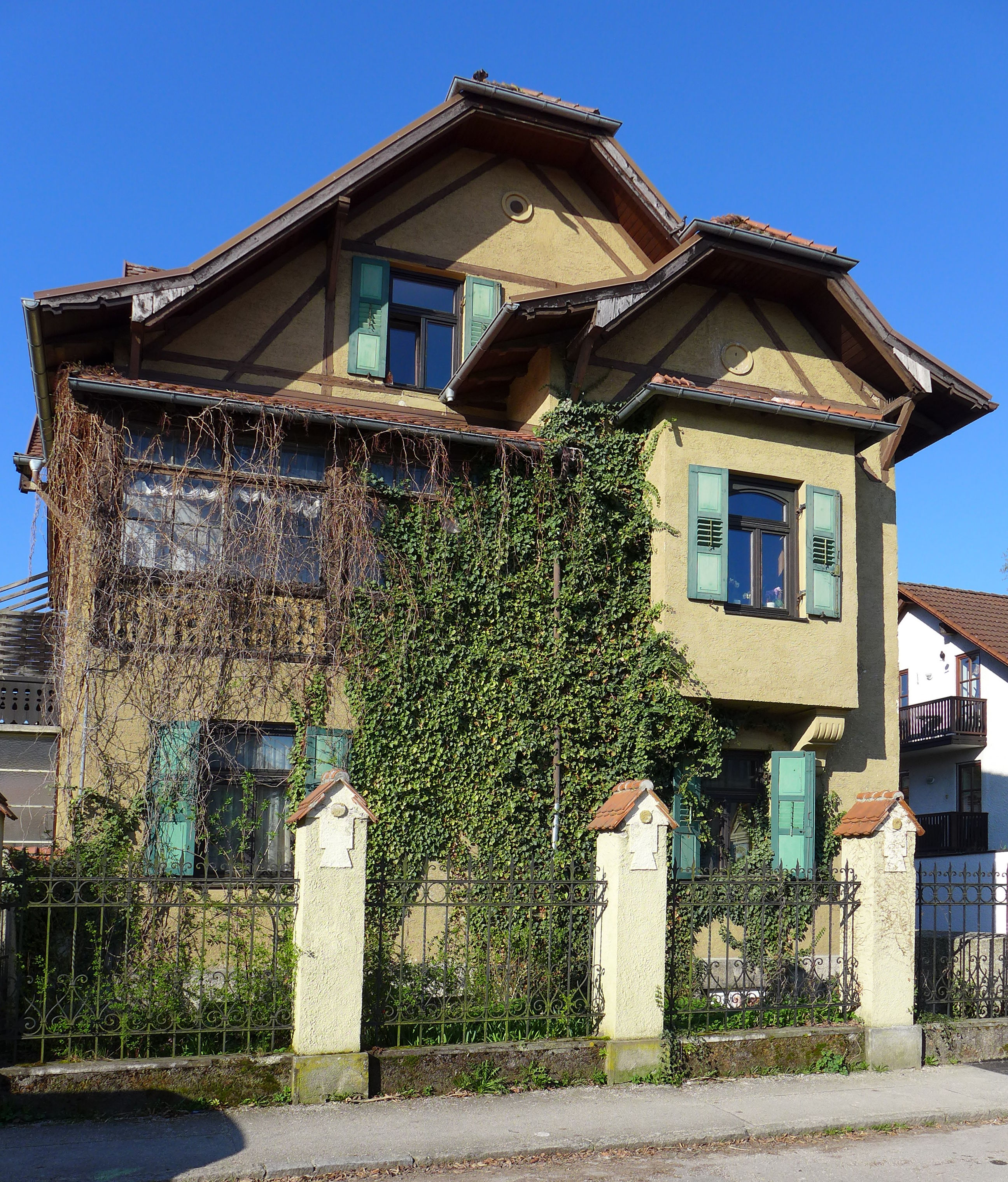
Haus Dachstraße 7 im Stadtteil Pasing von München

Das Gebäude Dachstraße 7 im Stadtteil Pasing der bayerischen Landeshauptstadt München wurde 1902 errichtet. Die Villa in der Dachstraße, die nach Plänen des Architekten Julius Völk erbaut wurde, ist ein geschütztes Baudenkmal.
Die Villa, die zur Frühbebauung der Waldkolonie Pasing gehört, ist ein einfacher Giebelbau mit Krüppelwalm, der durch Vorsprünge, Erker und Querdächer unübersichtlich erscheint. Die Gartenmauer mit Halbkreisöffnungen ist ebenfalls denkmalgeschützt.